# Teatro da Cornucópia

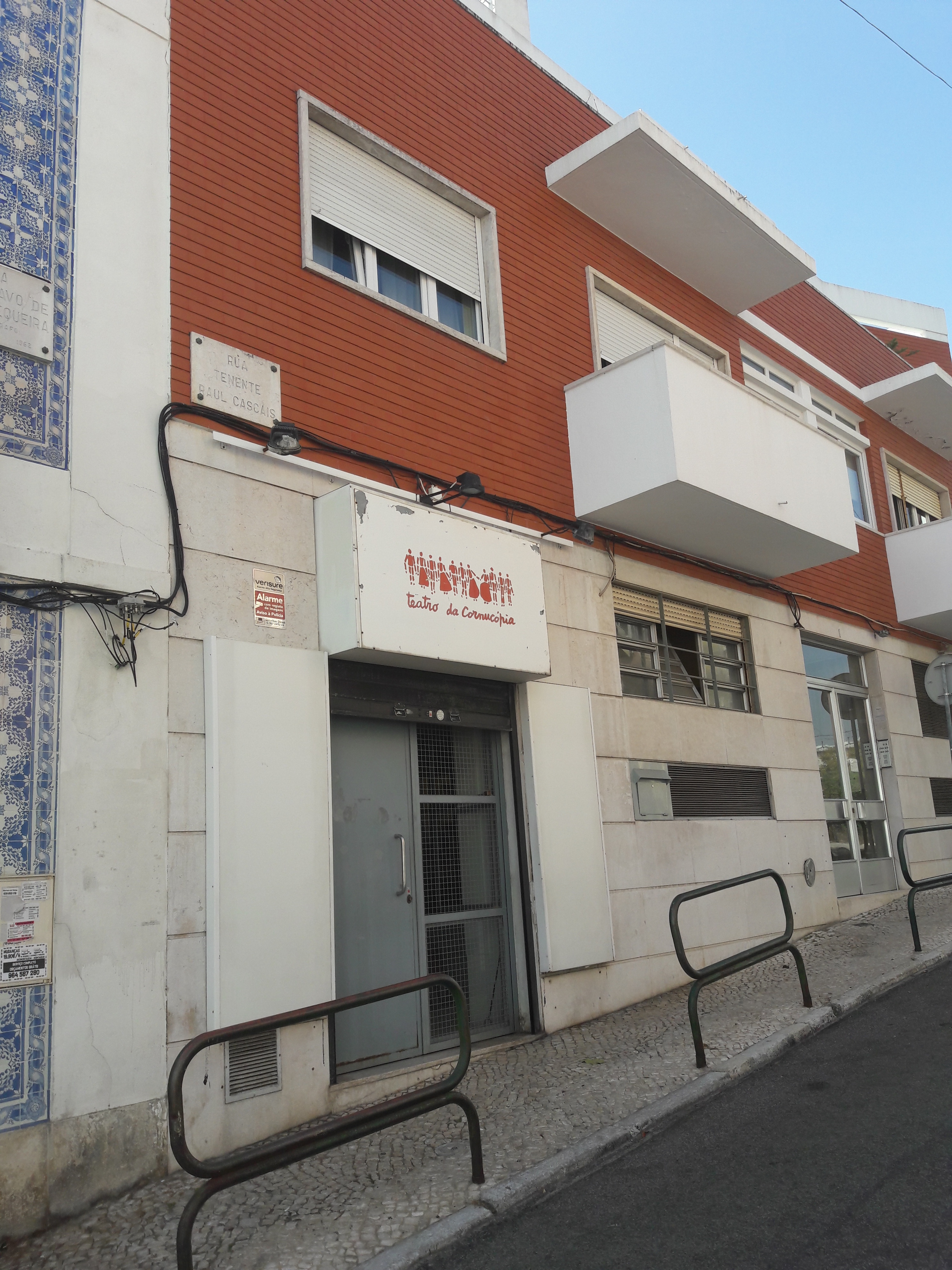
Das Teatro da Cornucópia in der Rua Tenente Raúl Cascais 1-A in Lissabon

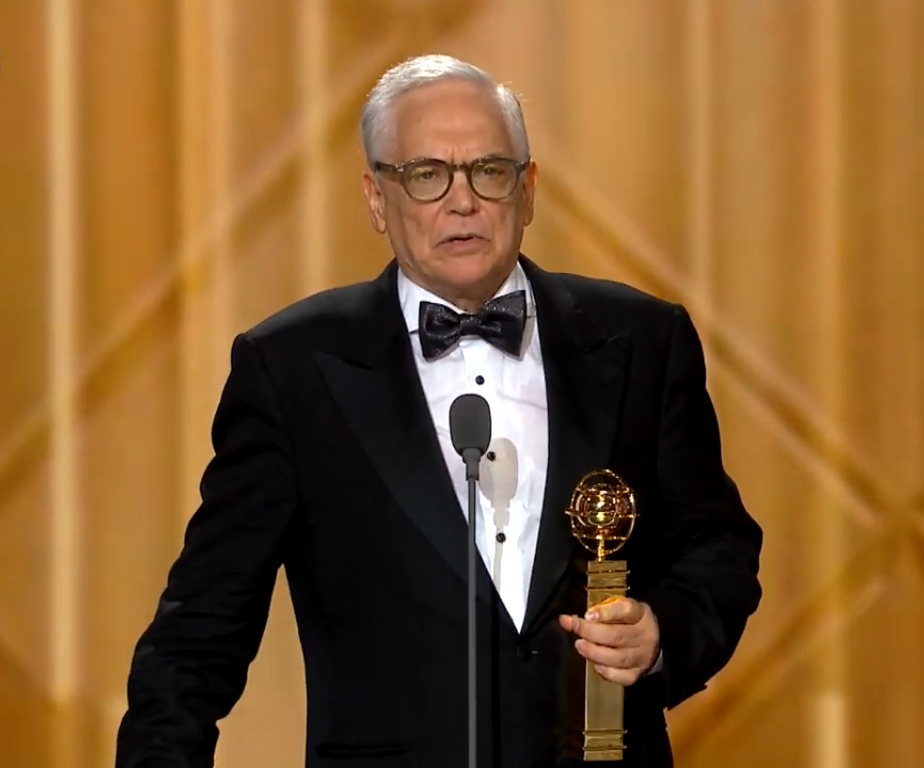
Der erfolgreiche Intendant Filipe La Féria bei der Gala der Globos de Ouro 2023: eine große Zahl bekannter Persönlichkeiten aus Film, Fernsehen und Theater in Portugal durchlief zuvor das Teatro da Cornucópia.

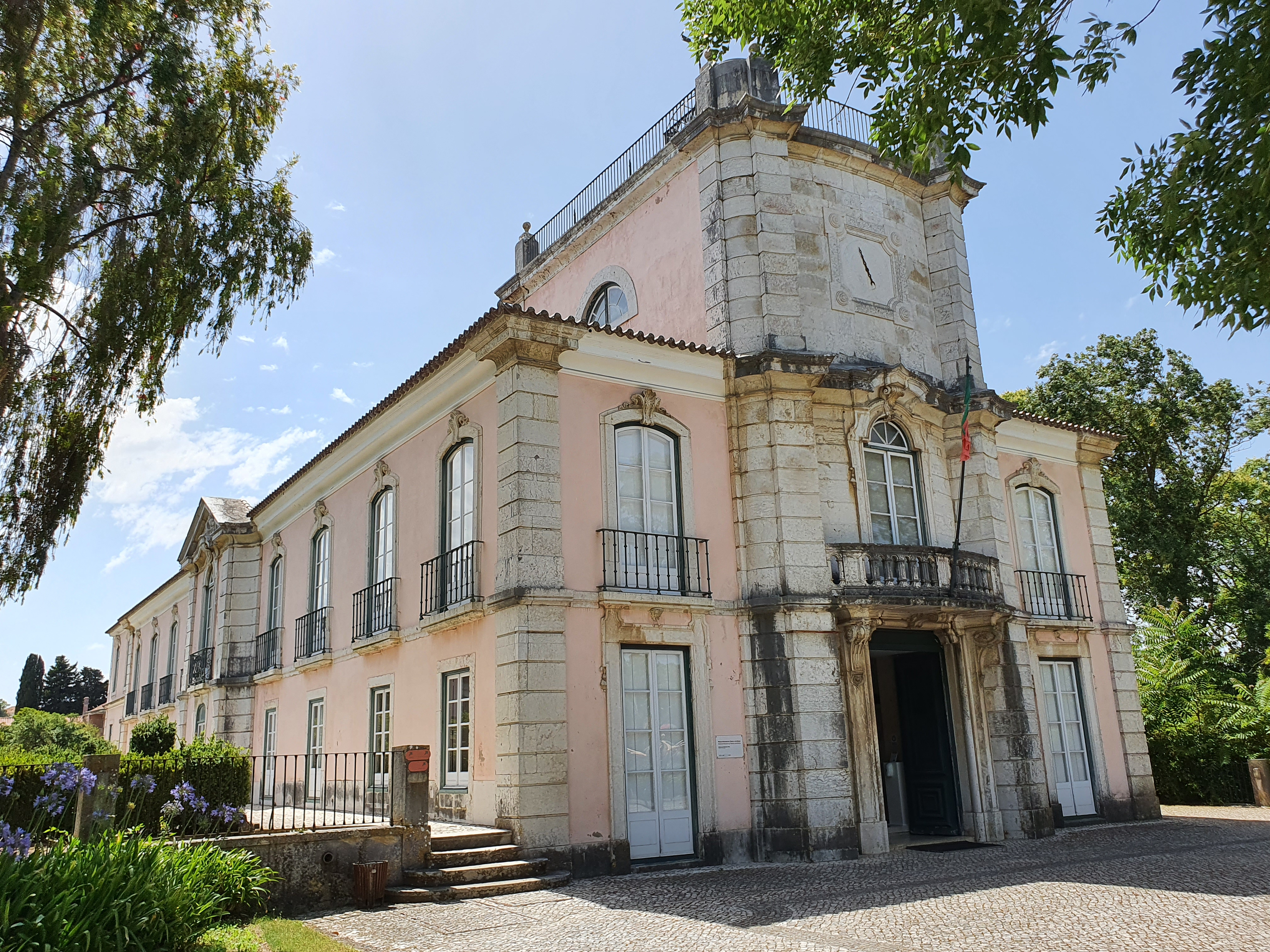
Das staatliche Theater- und Tanzmuseum Museu Nacional do Teatro e da Dança in Lissabon. Der Theaterfundus des Cornucópia ging zu einem großen Teil dorthin.

Das Teatro da Cornucópia war eine Theaterkompanie in der portugiesischen Hauptstadt Lissabon. Es war im Theater Teatro do Bairro Alto ansässig, das landläufig den Namen seiner Kompanie trug. Es gehörte seit seiner Gründung 1973 zu den renommiertesten und engagiertesten Theaterkompanien des Landes. Nach vielen tausenden Vorstellungen von Inszenierungen moderner, klassischer und 127 eigenkreierter Stücke fand das Theater 2016 sein Ende.

## Geschichte
Die beiden Schauspieler Luís Miguel Cintra und Jorge Silva Melo gründeten 1973 die Theaterkompanie Cornucópia. Die erste Vorstellung fand am 13. Oktober 1973 mit der von Cintra inszenierten Aufführung von Molières O Misantropo (Der Menschenfeind) statt, zunächst noch in den gemieteten Räumen des Theaters von Laura Alves. In den Rollen war das erste Ensemble des Teatro da Cornucópia zu sehen, neben den beiden Gründern noch Glicínia Quartin, Dalila Rocha, Raquel Maria, Filipe La Féria, Orlando Costa, Luís Lima Barreto und Carlos Fernando.
Es folgten Inszenierungen an weiteren Häusern, zunächst in der Sociedade Filarmónica Incrível Almadense, dann im Terraço do Capitólio. Im Verlauf der tiefgreifenden Änderungen nach der Nelkenrevolution am 25. April 1974 kam es zu zahlreichen Wechseln im Ensemble, auch begleitet von Unstimmigkeiten über die Ausrichtung, aber vor allem eine politischere und direktere Sprache. Zudem wurde eine demokratische Grundstruktur eingeführt, nach der fortan alle Tätigen im Theater gleich entlohnt wurden, von der Leitung bis zur Kassiererin. Der Umbruch brachte zudem die Aussicht auf eine erste eigene Spielstätte. Anfang des Jahres 1975 bewegte dann der Staatssekretär für Kultur, João de Freitas Branco, den Besitzer des Gebäudes, in dem das frühere Centro de Amadores de Ballet ansässig war, diese Räumlichkeiten dem Teatro da Cornucópia zu überlassen. Gleichwohl es nicht unmittelbar im Bairro Alto lag, nannten sie es fortan Teatro do Bairro Alto, unter Bezugnahme auf das historische Theater und dem dortigen Wirken des jüdischen Autors und Theateraktivisten António José da Silva.
1986/1987 erfolgte eine umfassende Renovierung und Neugestaltung des Theaters, mit staatlichen Zuschüssen und von der Gulbenkian-Stiftung mitfinanziert. 2001 wurde das Theater nochmal umfassend renoviert, wieder von öffentlichen Geldern finanziert und erneut auch vom Ensemble selbst und dessen Umfeld durchgeführt.
Neben den Eigenkreationen und Neuinterpretationen von klassischen und modernen Stücken, die am eigenen Haus gezeigt wurden, trat das Ensemble auch an anderen Häusern oder bei internationalen veranstaltungen und Festivals auf, etwa 1984 bei der Biennale von Venedig, wo sie Heiner Müllers A Missão (Der Auftrag) aufführten, oder 1991, als sie Comédia de Rubena von Gil Vicente zunächst auf der Europalia in Brüssel und dann im Rahmen der L'École des Maîtres im italienischen Udine zeigten. 1995 brachten sie mit Triunfo do Inverno erneut ein Stück Gil Vicentes ins europäische Ausland, mit ihrer Aufführung im Théâtre de la Commune-Pandora im französischen Aubervilliers.
Dazu wurden im portugiesischen Fernsehen des Öfteren Theateraufzeichnungen aus dem Teatro da Cornucópia gesendet, insbesondere die schwedische Regisseurin Solveig Nordlund ist hier zu nennen, die mehrfach hier arbeitete. Mit ihrer Aufzeichnung von E não se pode exterminá-lo? führte sie dabei 1979 das Werk Karl Valentins in Portugal ein.
1999 drehte Regisseur José Álvaro Morais mit Os 25 Anos do Teatro da Cornucópia  einen Dokumentarfilm zum 25-jährigen Jubiläum des Theaters.
2015 verabschiedete sich der an Parkinson erkrankte Gründer Luís Miguel Cintra von den Bühnen und beendete seine Aktivitäten im Cornucópia. Im Dezember 2016 gab das Teatro da Cornucópia sein Ende bekannt, nachdem es seit dem Wegfall der Hälfte seiner öffentlichen Gelder (Austeritätspolitik während der Eurokrise) 2013 kaum noch Handlungsspielräume hatte, und außerdem ein Teil des Ensembles noch aus den Anfängen stammt und erste Überalterungserscheinungen spürbar wurden. Am 17. Dezember 2016 öffnete das Theater bei freiem Eintritt seine Türen für seine letzte Vorstellung, einem Recital von Texten Apollinaires, die von zahlreichen mit dem Cornucópia verbundenen Schauspielern, Sängern und Musikern dargeboten wurden. An diesem letzten Tag wurde auch der zweite und letzte Band der Berichte und Kataloge über die Aktivitäten der Theaterkompanie Cornucópia dort veröffentlicht.
Der tiefgreifende Politikwechsel 2015 der neuen Mitte-Links-Regierung unter Premier António Costa brachte die Wiedereinführung eines Kulturministeriums. Das Ministerium trat in Gespräche mit dem Teatro da Cornucópia ein, sicherte zunächst die Übernahme der Gebäudemiete für den Zeitraum der Auflösung an, und erörterte mit den Verantwortlichen die Möglichkeiten einer Erneuerung des Theaters. Trotz weiterer Gespräche, aber auch wechselnden Ansichten und Forderungen auf beiden Seiten blieb es danach bei der Auflösung.
Bis November 2017 gelang der wirtschaftliche Abschluss und die räumliche Auflösung des Cornucópia, dessen Fundus und Inventar an Museen wie das staatliche Theater- und Tanzmuseum Museu do Teatro e da Dança und das Designmuseum Museu do Design ging oder auch an befreundete Häuser und Vereine verschenkt oder verkauft wurde. Das Archiv des Cornucópia wurde dem Zentrum für Theaterstudien an der Universität Lissabon übergeben.